# Nowa Holandia (wyspa)
Nowa Holandia (ros. Новая Голландия) – sztuczna wyspa w dzielnicy Admiralicyjnej (okrug Kolomna) w Petersburgu; utworzona w 1720 roku, kiedy nowo wybudowane Kanał Kriukowa i Kanał Admiralski połączyły rzekę Mojka z Newą. Trójkątna wysepka wzięła swoją nazwę od dużej ilości kanałów oraz przystani portowych, które swoim kształtem przypominały kanały w Amsterdamie w Holandii.

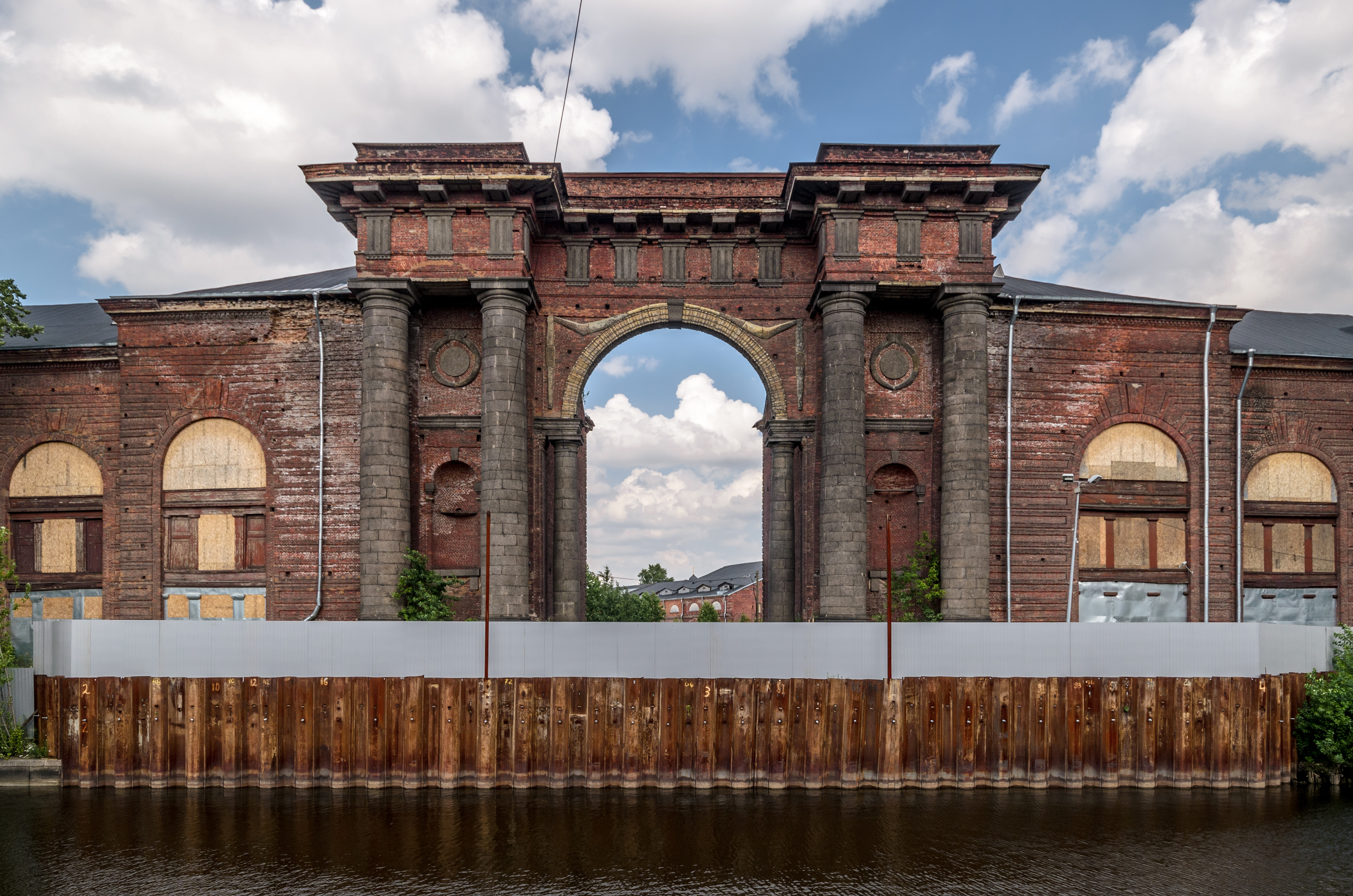
Łuk Nowej Holandii

Przez następne wieki wysepka należała do Admiralicji Rosyjskiej, która zaadaptowała jej nabrzeże do swoich potrzeb. Początkowo znajdowała się tam mała stocznia wykorzystywana do produkcji łodzi wiosłowych.  Dekretem Piotra I datowanym na 21 września 1721 roku w bezpośrednim sąsiedztwie powstał rosyjski port wojskowy, a sama wyspa była idealnym miejscem składowania łatwopalnych materiałów szkutniczych. W tym celu 1732 roku Admiralicja zatrudniła architekta Iwana Korobowa celem zbudowania wzdłuż całej wyspy sieci basenów i drewnianych magazynów na potrzeby przechowywania drewna oraz przemysłu stoczniowego.
W 1765 roku kolejny architekt – Sawwa Czewakinski – otrzymał zadanie odbudować magazyny wykorzystując do tego celu cegłę. Do 1788 roku, kiedy wstrzymano prace nad nowym projektem, Jean-Baptiste Vallin de la Mothe zaprojektował i nadzorował budowę wysokiego neoklasycystycznego łuku nad kanałem łączącym wewnętrzny port z rzeką Mojką. Konstrukcja, przywodząca na myśl bramę prowadzącą do wyspy, znana jest jako Łuk Nowej Holandii. Ceglanej budowli towarzyszyły masywne toskańskie kolumny wykonane z czerwonego granitu.
W latach 1828–1829 na wyspie wybudowane zostało Więzienie Marynarki Wojennej, a w 1893 roku – basen testowy dla konstruktorów. W latach 1900–1908 inżynier Aleksiej Kryłow wykorzystywał ten basen do prób nowych modeli statków. W 1915 roku Sztab Generalny Rosyjskiej Marynarki Wojennej uruchomił na wyspie radiostację, która była najsilniejszą w całym Imperium Rosyjskim.
Po rewolucji październikowej XVIII-wieczne budynki Nowej Holandii zaczęły stopniowo popadać w ruinę. 
Przed 2004 rokiem kompleks należał do Floty Bałtyckiej Marynarki Wojennej Rosji. Do 12 grudnia 2004 roku Ministerstwo Obrony Federacji Rosyjskiej opuściło wszystkie zajmowane pomieszczenia, które są obecnie stopniowo adaptowane na hotele, kluby oraz muzea – zgodnie z projektem Normana Fostera. Planowany koszt dużego kompleksu kulturalno-hotelowego, w skład którego wejdzie m.in. Pałac Festiwalowy, wynosi ok. 380 mln dolarów.
24 grudnia 2004 – kilkanaście dni po przekazaniu kompleksu miastu – wybuchł pożar, który zniszczył niektóre pomieszczenia (spłonęło ok. 3 tys. m² magazynów). Ustalono, że inwestor pomoże rozebrać budynki z końca XIX wieku, gdyż nie przedstawiają one wielkiej wartości.